# 中烏拉爾斯克
56°59′N 60°28′E / 56.983°N 60.467°E
中烏拉爾斯克（俄语：Среднеура́льск）是俄羅斯斯維爾德洛夫斯克州南部的一個城市。2002年時人口為19,555人，2010年時人口為20,449人。
1931年建城。1966年2月17日設市。